# Vlag van Obbicht

Dorpsvlag Obbicht

De vlag van Obbicht werd in juni 2018 door het Nederlandse dorp Obbicht in gebruik genomen. De beschrijving luidt: 
Twee banen van gelijke hoogte van geel en wit, met over het geheel in het midden het gemeentewapen zonder randschrift.
De vlag toont het gemeentewapen, zonder randschrift, op een geel en wit veld waarvan de herkomst of betekenis onbekend is. Deze dorpsvlag is speciaal ontworpen voor Obbeeg en de Obbeegse Summar Fair.

Wapen van Obbicht en Papenhoven

Altweerterheide
· Belfeld
· Bemelen
· Blerick
· Blitterswijck
· Grevenbicht
· Obbicht
· Sittard
· Steyl
· Wijnandsrade